# نورد شکل‌دهی ساختار

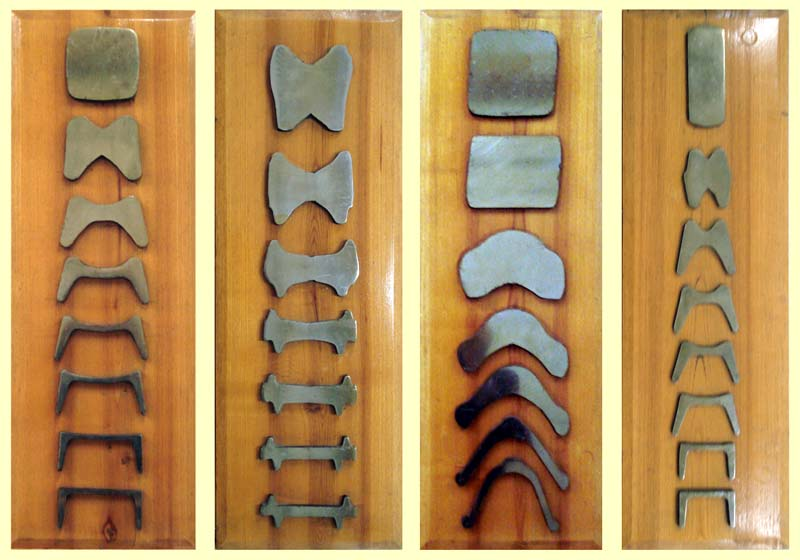
در این تصویر سطح مقطع قطعات نورد شده به صورت پیوسته که به روش نورد شکل‌دهی ساختار ایجاد شده را می‌بینید در این تصویر بالاترین قطعات فلزی، قطعات فلزی نورد نشده هستند که پس از فرایند نورد به شکل قطعات زیر آن‌ها در می‌آیند.

نَوَرد شکل‌دهی ساختار (به انگلیسی: structural shape rolling) که آن را با نام‌های نورد شکل‌دهی و نورد پروفیل نیز می‌شناسند فرآیندی است که در آن هدف این است که با انجام فرایند نورد (یا نورد فرم‌دهی) شکل جسم را تغییر داده و به شکل مطلوب خود برسیم. در طول این فرایند ابتدا جسم را از درون دستگاه نورد عبور داده و سپس بر روی جسم پدیده‌های خمش و تغییر شکل به وقوع می‌پیوندد.

## عملیات نوردِ شکل‌دهیِ ساختار

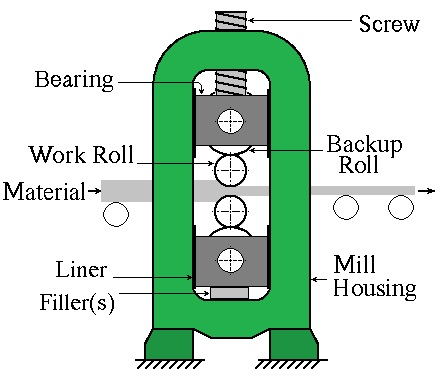
تصویری از یک دستگاه نورد با قابلیت تنظیم فاصله غلتک‌ها

این عملیات معمولاً از دستگاه‌های نورد مخصوصی تشکیل شده که به دلیل نیاز به نیروی بیشتر و تغییر فواصل غلتک‌ها، ابعاد بزرگتری دارند. این دستگاه‌ها برای خم کردن و شکل‌دهی سطح مقطع قطعه به شکل دلخواه استفاده می‌شوند. معمولاً دستگاه‌های نوردی که در این فرآیند به کار می‌روند، سه غلتکه هستند. انتخاب نوع دستگاه نورد بر اساس شکل و سطح مقطع پروفیل انجام می‌شود. در این دستگاه‌ها، میزان خمش از طریق تنظیم فواصل غلتک‌ها کنترل می‌شود، به همین دلیل این دستگاه‌ها پیشرفته و قابل تنظیم هستند.
این عملیات به دو دسته عملیات سخت و عملیات نرم تقسیم می‌شود. تفاوت اصلی این دو دسته در راستای خمش قطعه و نیروی مورد نیاز برای خمش است. اگر خمش در راستایی انجام شود که ماده کمترین ممان اینرسی را داشته باشد، عملیات نرم نامیده می‌شود. در مقابل، اگر خمش در راستایی با بیشترین ممان اینرسی انجام شود، عملیات سخت نامیده می‌شود. در عملیات نرم نیرو و توان مورد نیاز کمتر و در عملیات سخت نیرو و توان مورد نیاز بیشتر است.

## موارد استفاده

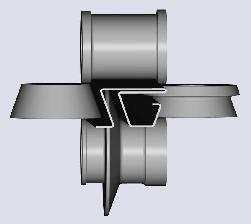
تصویری از یک تیر که با استفاده از فرایند نورد شکل‌دهی ساختار ساخته شده و سطح مقطع عجیب آن به وسیله یک دستگاه نورد با چهار غلتک تولید شده که نشان دهنده توانایی تولید تیرها با سطح مقطع‌های بسیار متنوع به وسیله این فرایند می‌باشد

از این فرایند در شکل دهی فلزات برای تولید تیرهای I شکل، تیرهای H شکل، تیرهای U شکل، تیرهای T شکل، تیرهای زاویه دار و L شکل (تیر زاویه ۹۰ درجه)، تیرها با سطح مقطع‌های قابل تولید با این روش (شکل‌های تولید با این روش بسیار متنوع می‌باشد)، تیرها و میله‌های خطوط راه‌آهن استفاده می‌شود و مهم‌ترین و اساسی‌ترین مورد استفاده آن در ساخت قطعات فلزی با سطح مقطع‌های مورد نظر می‌باشد.
جنس موادی که عموماً با این فرایند شکل می‌یابند عبارت است از: فولاد ساختمانی، فولاد کربنی و فولاد زد زنگ و برخی دیگر از فلزات مانند آلیاژ نیکل، تیتانیوم، آلومینیم، نیز استفاده می‌گردد
البته مواد دیگری نیز به عنوان مواد پر کاربرد برای این فرایند نیز ذکر شده (مانند پلاستیک‎ها)، اما عموماً این کاربرد ها به‌طور صحیح ذکر نشده و عموماً بدون منبع می‌باشد. به عنوان مثال، از این فرایند برای تغییر شکل سطح مقطع ماده‌ای مانند شیشه استفاده می‌شود که کمی عجیب به نظر می رسد. تغییر شکل این گونه مواد با استفاده از این فرایند برای رسیدن با شیشه ای با فرم دیگر، کمی عجیب بوده و منبع موثقی دربارهٔ آن نیست.
مزیت اصلی استفاده از این فرایند، کاهش هزینه تولید به ازای تعداد می‌باشد؛ چرا که این فرایند یک فرایند پیوسته بوده و می‌توان به صورت مداوم تعداد زیادی قطعه با استفاده از این فرایند تولید کرد که این یکی از مزیت‌های اصلی استفاده از این فرایند است.
اکثر قطعات تولید شده توسط این فرایند در ساخت پل‌ها، بدنه یا اسکلت ساختمان، ریل‌های راه‌آهن و غیره استفاده می‌شود.